# Les Bottereaux
Les Bottereaux es una comuna francesa situada en el departamento de Eure, en la región de Normandía.

## Demografía
| 313 | 281 | 274 | 248 | 260 | 250 | 344 |
| Para los censos de 1962 a 1999 la población legal corresponde a la población sin duplicidades (Fuente: INSEE [Consultar]) |     |     |     |     |     |     |